# Петро I Карагеоргієвич
Петро I Карагеоргієвич (серб. Петар I Карађорђевић, Petar I Karađorđević) — третій король Сербії, перший король сербів, хорватів та словенців з роду Карагеоргієвичів.

## Біографія

### Ранні роки
Князь Петро Карагеоргієвич був онуком першого Князя Сербії Карагеоргія Чорного (Георгія Петровича) і першим сином Князя Олександра Карагеоргієвича від його шлюбу з Персидою Ненадович (1813–1873).
Князь Петро був довгожданою дитиною, бо народився через 14 років після вінчання своїх батьків, яке відбулося 20 травня (2 червня) 1830 року. Щасливе для династії і народу народження спадкоємця сталося 11 (24) липня 1844 року. В Белграді Петро Карагеоргієвич закінчив початкову і середню школу.

### Життя у вигнанні
Разом з батьком князем Олександром, поваленим з престолу в грудні 1858 року, інтригами недругів Росії : імператора французів Наполеона III (1808–1873) і Австрійського імператора Франца-Йосипа I (1830–1916), Князь Петро вимушений був залишити Сербію.
Довго живучи в Швейцарії, Франції, Італії і Чорногорії, Князь Петро Карагеоргієвич очолював ту частину сербської еміграції, яка підтримувала династію Карагеоргієвичів. В Швейцарії після вигнання він продовжив здобувати освіту. У вересні 1861 р. князь Петро вступив до коледжу в Парижі до Сен-Барба. В 1862 р. він поступає в Сен-Сірську військову школу. У Парижі він захоплювався фотографією і малярством. Саме в Парижі Петро Карагеоргієвич розширив свої погляди на лібералізм, парламентаризм, демократію та її інститути. У 1868 році князь Петро переїхав до Відня, де опублікував свій переклад Джона Стюарта Мілля «Про свободу», з його передмовою, яка пізніше стала його політичною програмою. У 1870 р. вступає до французького легіону і у чині капітана брав участь на стороні Франції у Франко-пруській війні (1870–1871) і за хоробрість був нагороджений орденом Почесного легіону.
У 1875–1876 рр. під ім'ям Петра Марковича він взяв участь в Герцеговинсько-Боснійському визвольному повстанні проти Австрійської імперії, організувавши загін в 1000 чоловік і виявивши неабияку мужність і безстрашність. Після розгрому повстання, будучи дуже заможною людиною, але, не граючи видної політичної ролі, він переважно жив в Женеві, Швейцарії, Італії і Чорногорії, підкреслюючи, що не відмовляється від Сербського престолу.
29 липня (11 серпня) 1883 року 39-річний Князь обвінчався з 20-річною старшою дочкою Князя Чорногорії Миколи I Негоша (1841–1921) Княжною Зоркою Негош-Петрович (1864–1890).
Після короткого перебування в Парижі, сім'я Карагеоргієвичів переїхала в Цетинє, де вони жили протягом десяти років. У зв'язку з поганим фінансовим становищем, князь Петро продав свій будинок в Парижі в 1894 році і оселився зі своєю родиною у Женеві. Його контакти з народом Сербії триває, особливо з Нікола Пашичем, лідером Радикальної партії. У 1897 році князь Петро їде до Росії і був прийнятий царем Миколою II. Три роки потому, Петро Карагеоргієвич намагався примиритися з царем Олександром Обреновичем для визнання свого титулу і повернення конфіскованого майна, але безрезультатно. Князь Петро намагався зблизитися з Австро-Угорщиною, пропонуючи свою політичну програму.

### Сходження на престол
У травні 1903 року в Сербії сталася національна трагедія — група офіцерів з Белградського гарнізону влаштувала змову проти короля Олександра I Обреновича (1876–1903) і королеви Драги (1866–1903).У ніч на 29 травня (11 червня) 1903 року змовники проникли в Палац і з надзвичайною холоднокровністю і жорстокістю застрелили їх. Із смертю 27-річного короля Олександра I рід Обреновичів згас назавжди.
При таких трагічних обставинах і застала Князя Петра звістка про одноголосне обрання Скупщиною Сербії нового Монарха з раніше поваленої і вигнаної з країни династії Карагеоргієвичів. До нього була відправлена депутація з проханням усього народу очолити династію і зайняти трон Сербії. В червні 1903 р. цей вибір підтвердила Скупщина.
59-річний Князь прийняв обрання на трон, прибув на батьківщину і 21 вересня 1904 року урочисто коронувався в Белграді під ім'ям Петра I Карагеоргієвича.

### Внутрішня і зовнішня політика
У той час Сербія, єдина з Монархій на Балканах, давно жила за прийнятою конституцією і, по суті, як такою Самодержавною Монархією не була. А тому король Петро I Карагеоргієвич прагнув правити відповідно до конституції країни, призначав і зміщував уряди по рекомендаціях Скупщини, так що ні в чому поганому його навіть вороги не могли звинуватити, називаючи коректним Монархом, що печеться про світове визнання Сербії демократичною європейською країною.
У серпні 1911 року Імператор Микола II призначив короля Сербії шефом 14-го піхотного Олонецкого полку Російської Армії. Саме у правління короля Петра I Карагеоргієвича між Росією і Сербією склалися найдобріші союзницькі стосунки. Як пише в «Історії Царювання Государя Імператора Миколи II Олександровича» С. С. Ольденбургский, «події останніх років створили між Росією і Сербією зв'язок взаємних зобов'язань, хоча і не закріплених формальним договором. Сербія і в Боснійській кризі 1909 року, і в питанні про виході до моря в 1912 році, і в питанні про Скутари 1913 року послідувала вказівкам російського уряду і допомогла йому уникнути міжнародних ускладнень. Росія, зі свого боку, цим самим зобов'язалася не допускати насильства над Сербією. У цьому сходилися усі російські державні діячі, не виключаючи тих, які віддали перевагу б дружбі з Німеччиною зближенню з Англією».
По суті, король Петро I Карагеоргієвич мирно правив Сербією тільки 9 років. Усю решту часу королівство невпинно воювало. Провів вкрай вдалі для Сербії Балканські війни. Перша Балканська війна проти Туреччини в 1912 році, і друга — проти Болгарії в 1913 р. — було звільнено Рашку, Косово та Македонію, а також князь Петр об'єднав їх з Сербією.
Через постійні і серйозні зусилля в Балканських війнах, здоров'я короля Петра погіршувався. Липневий ультиматум висунутий Австро-Угорщиною Сербії 23 липня 1914 року після вбивства ерцгерцога Фердинанда 28 червня 1914 року, поставив Сербську державу на грань національної катастрофи. Вкрай складною була в Сербії внутрішньополітична ситуація. Досить сказати, що в Белграді в ту пору не виявилося нікого з головних керівників держави і багатьох представників виконавчої влади, а законодавчий орган країни — Народна скупщина, який міг би ухвалити рішення конституційного характеру, оскільки нота передбачала перегляд ряду законів, не функціонувала, так як була розпущена до нових виборів.
Король Петро I Карагеоргієвич відбув на лікування, 24 червня 1914 року призначивши замість себе регентом молодого і малодосвідченого 26-річного сина Олександра. Нікола Пашич, Голова Ради Міністрів, який одночасно був і міністром закордонних справ, вирушив в передвиборчу поїздку країною. Військовий Міністр знаходився у відпустці і покинув Белград. Начальник Генерального штабу і його заступник виїхали в Австрію, а Сербська армія була мобілізована на польові роботи і не могла бути використана для відбиття Австро-угорського нападу. Крім того, сама нота була вручена в 18 годин, коли в Міністерстві закордонних справ Сербії вже нікого не було, і в будівлі, абсолютно випадково, затримався лише секретар МЗС Славко Груіч, який не входив до складу уряду. Положення ускладнювалося й тим, що до ноті була прикладена сфабрикована віденської контррозвідкою декларація під назвою «Великосербської пропаганди», в якій йшлося про, так звану, слов'янську загрозу європейському світу та безпеки. Все це не могло не викликати розгубленості в сербських колах. Військовий Міністр, повернувшись до столиці, висунув план введення надзвичайного стану, що могло загострити і без того складну обстановку в країні. Багато вищі чиновники запаковували валізи, регент Олександр облягав Російське посольство, задаючи один і той же питання: «Що робити?». Начебто не було ніякої надії на те, що Сербський уряд зможе дати гідну відповідь на ультиматум. Однак Белград зумів надати протидію домаганням. Менш ніж за дві доби, був розроблений розумну відповідь на ультиматум, що позбавляв Австро-Угорщину реальних підстав для оголошення війни. Але, попри те, що основні пункти ультиматуму були задоволені, вранці 15 (28) липня 1914 року австро-угорський уряд телеграмою оголосив війну Сербії.
16(29) липня в 5:00 ранку почалися військові дії: австро-угорська артилерія через Дунай почала обстріл Белграда. Бомбардування тривала цілий день, незважаючи на білі прапори, майоріли над дахами багатьох міських будинків. Події на фронті повністю відповідали військовій доктрині Сербії про «активну оборону» — без зазначення будь-яких конкретних стратегічних цілей. Австро-Угорщина ж, навпаки, була націлена на наступальні дії на трьох головних напрямках: Белград і межиріччі Сави і Дунаю; лівий берег річки Дріни, райони Сербії, що межували з Боснією. Спочатку військові дії розвивалися з перемінним успіхом, але ініціатива знаходилася на боці Австро-Угорщини. Вже на першому етапі війни в боях взяли участь — на боці Сербії, зрозуміло, — російські добровольці в кількості 3500 чоловік. Всього в війну було втягнуто 38 країн. Кожна з країн, вступаючи в світову війну, переслідувала свої цілі. Німеччина прагнула розгромити Англію, позбавити її морської могутності і перерозподілити французькі, бельгійські і португальські колонії на свою користь, утвердитися в аравійської провінції Туреччини, послабити Росію, відторгнути у неї польські губернії, Україну і Прибалтику. Австро-Угорщина розраховувала захопити Сербію і Чорногорію, встановити свою гегемонію на Балканах, відібрати у Росії частину польських губерній, Поділля та Волинь. Туреччина претендувала на територію російського Закавказзя, Вірменію та Азербайджан. Велика Британія прагнула зберегти свою морську і колоніальну могутність, розбити Німеччину й припинити її претензії на переділ колоній. Росія домагалася вільного виходу Чорноморського флоту через Босфор і Дарданелли. І тільки Сербія, що стала головним об'єктом австро-німецької агресії, відстоювала в цій війні лише свою незалежність.
У грудні 1915 — січні 1916 років Сербська армія під натиском перевершуючих сил супротивника рухалася через непрохідні гірські перевали на південь до Албанії і узбережжя Адріатичного моря. Король Петро I не побажав залишатися під австрійською окупацією і, будучи престарілим і хворим, розділив разом зі своєю армією усі труднощі героїчного відступу під ударом австрійських військ.

### Останні роки
Після великої перемоги, в грудні 1918 року при створенні Королівства сербів, хорватів і словенців Петро I був урочисто проголошений його першим королем. Проте, фактично, влада, як і раніше, залишалася у принца-регента Олександра I Карагеоргієвича.
16 серпня 1921 року король Петро I Карагеоргієвич помер в Белграді на 78-му році життя, залишивши після себе сильного спадкоємця, міцну армію і добру пам'ять сербського народу. Його поховали в м. Опленце.

### Сім'я
Влітку 1883 року в Цетинє Петро Карагеоргієвич одружився із принцесою Любіца-Зорькою, старшою дочкою князя Миколи Чорногорського. У цьому шлюбі народилося п'ятеро дітей: дочки Єлена (померла у віці 78-ми років, у Франції) та Мілена (померла у дитинстві), і сини Георгій (який відмовився від своїх прав на престол в 1909 році.), Олександр і Андрій (помер у дитинстві).

### Нагороди
- 20 березня (2 квітня по новому стилю) 1910 року Микола II нагородив Короля орденом Святого апостола Андрія Первозванного.
- Також нагороджений орденом Святого Сави і орденом Святого Благовіщення.